# Pierre-Antoine Baudouin
Pour les articles homonymes, voir Baudoin.
Ne doit pas être confondu avec Simon René de Baudouin.
Pierre-Antoine Baudouin, né en 1723 et mort en 1769, est un peintre et dessinateur français.
Ses gouaches, rares, et ses dessins, sont très estimés et collectionnés depuis la deuxième moitié du XVIIIe siècle. Élève de François Boucher, il est considéré comme l'un des maîtres de Fragonard.

## Biographie

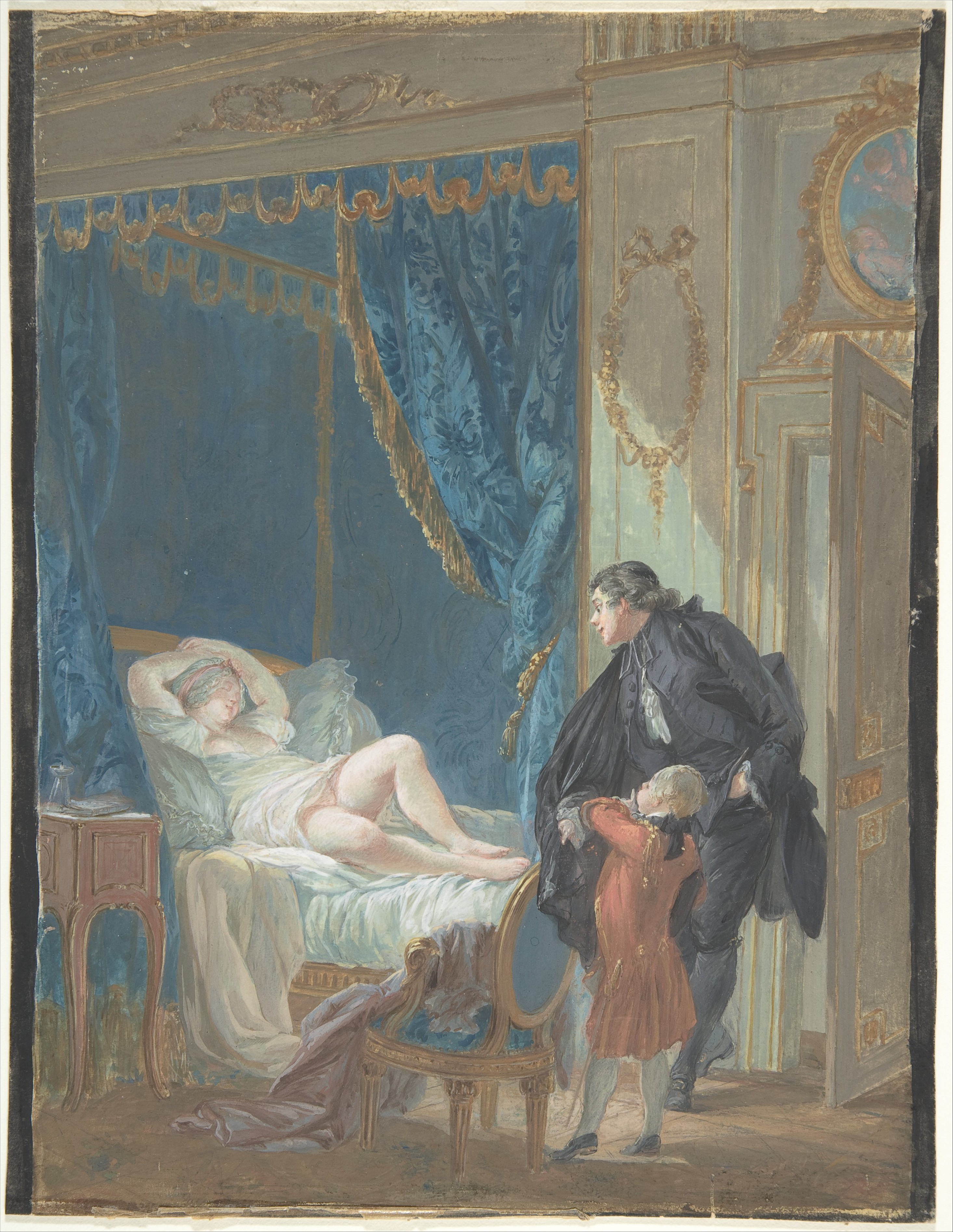
Les Heures du jour. Le Matin, 1753, gouache, New York, MET.

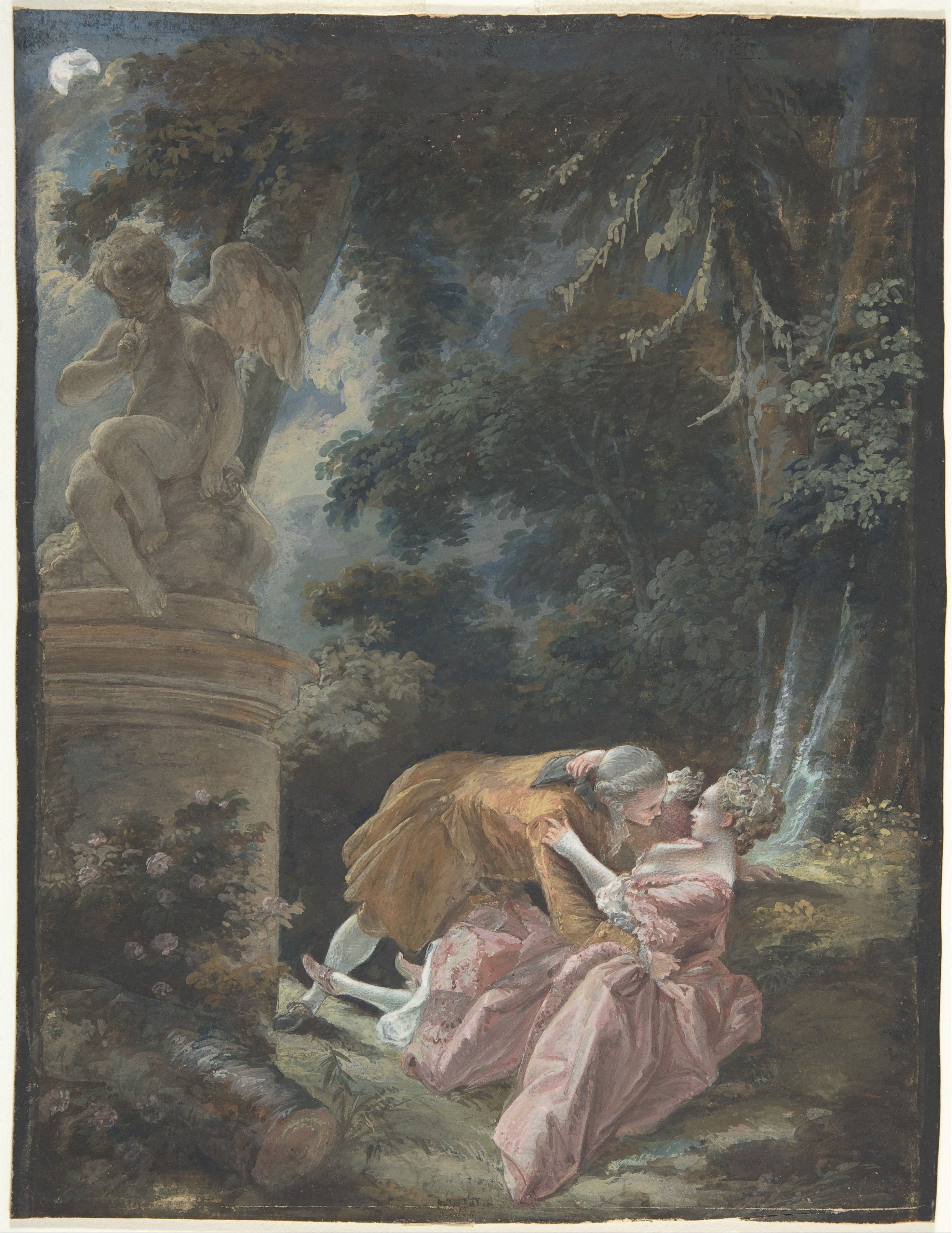
Les Heures du jour. La Nuit, 1753, gouache, New York, MET.

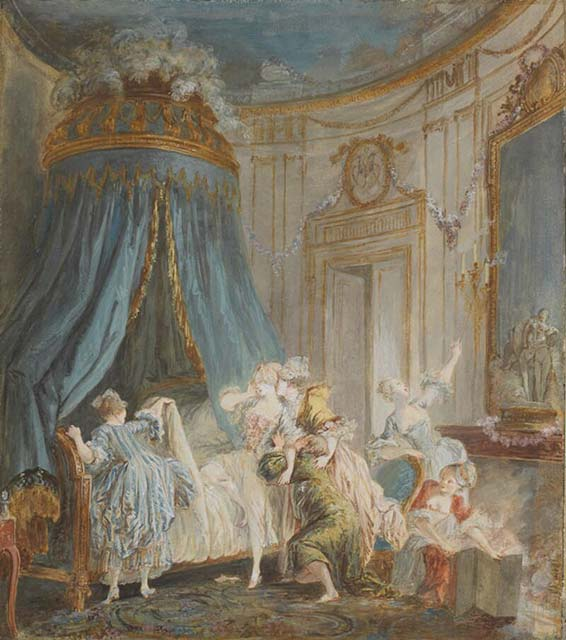
Le Coucher de la mariée, 1767, gouache, Ottawa, musée des beaux-arts du Canada.

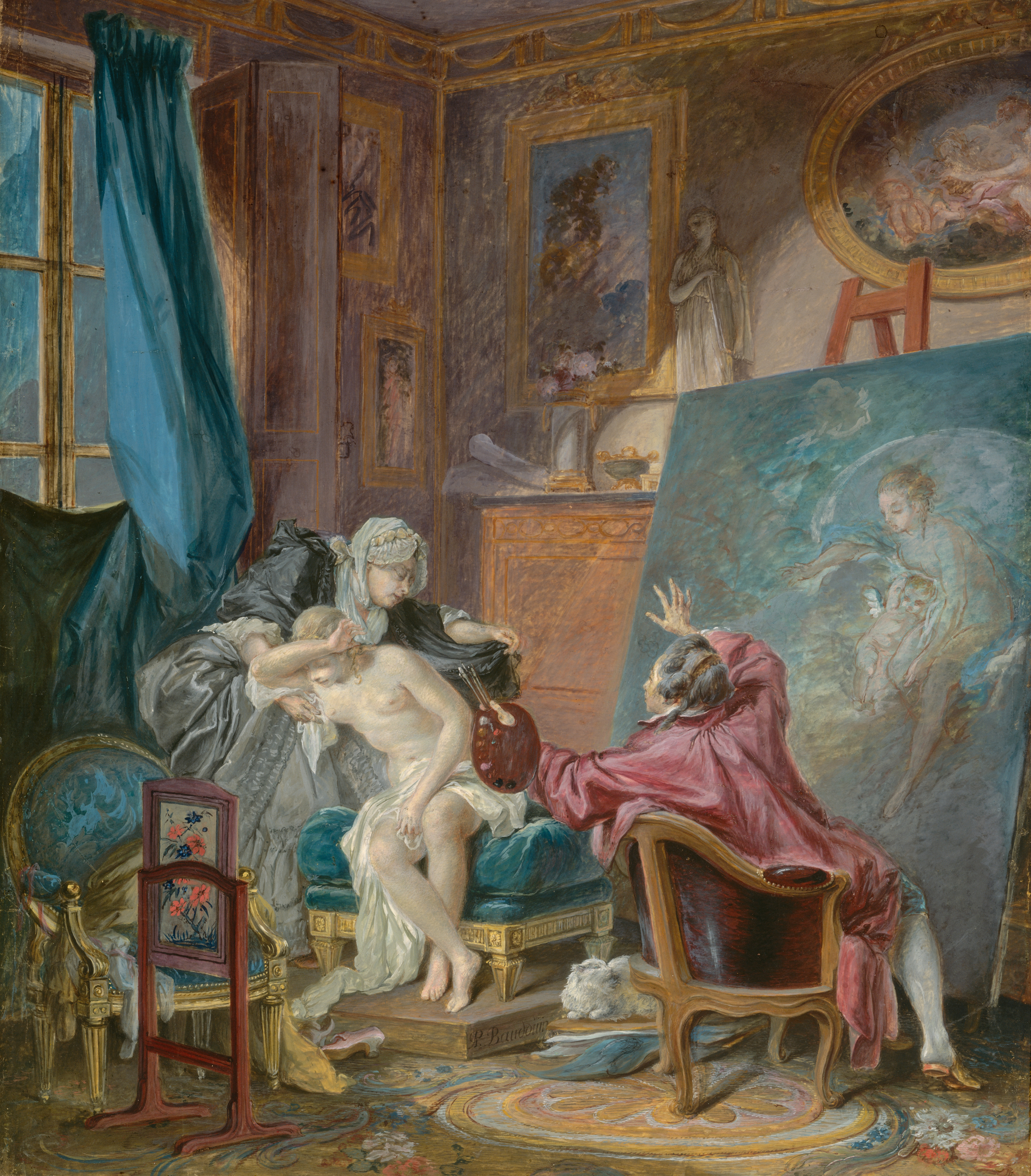
Le Modèle honnête, 1769, gouache, Washington, National Gallery of Art.

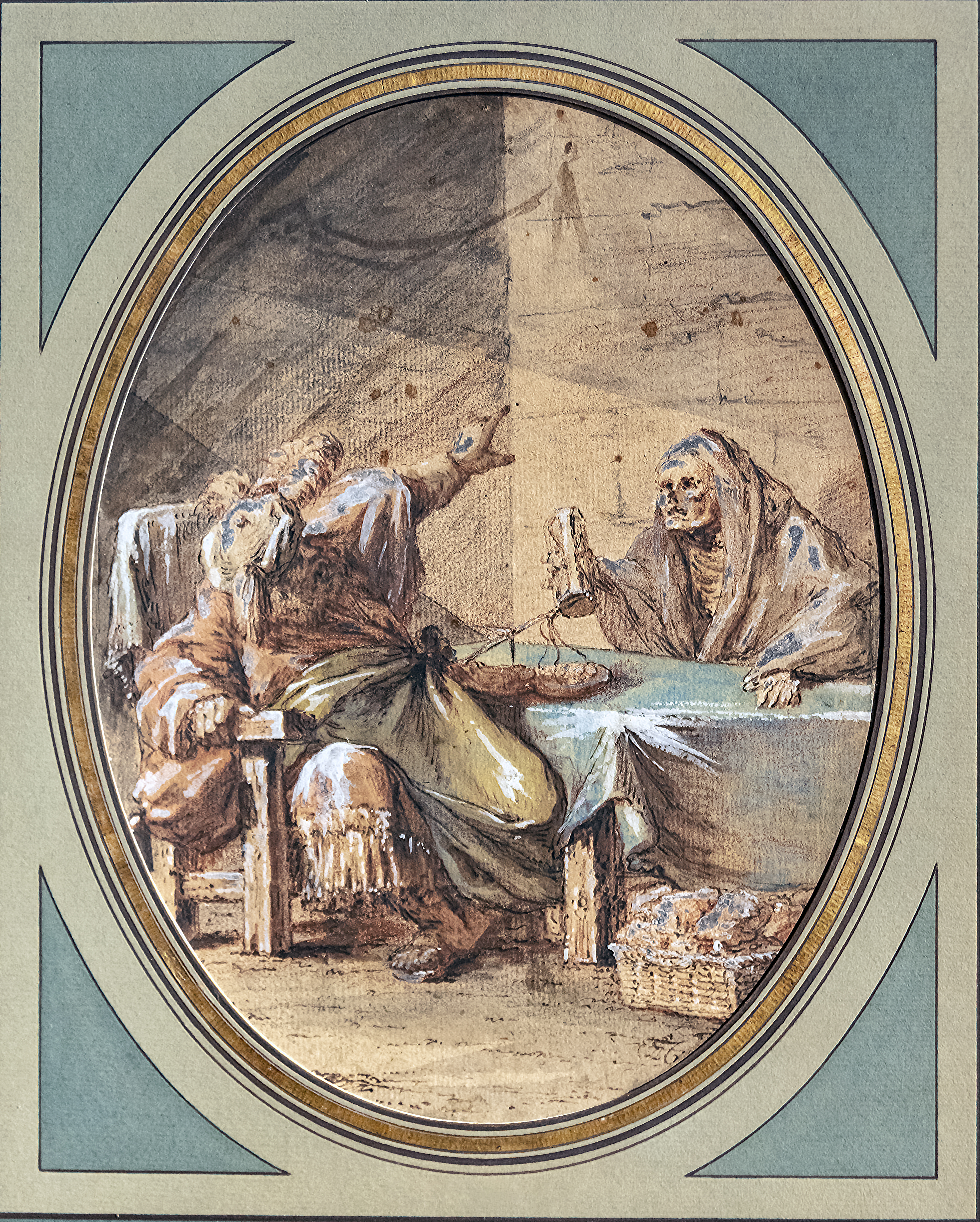
La Mort et le banquier Musée des Arts décoratifs (Paris)

Pierre-Antoine Baudouin est le fils d'un graveur. Il devient l'élève puis le gendre de Boucher. Les œuvres de Boucher eurent une influence déterminante sur celles de Baudouin par le style et par les thématiques abordées.
Il épouse, en effet, la plus jeune fille de François Boucher, Marie-Émilie, le 8 avril 1758. Il se spécialise ensuite dans les miniatures à la gouache qu’il expose pour la première fois au Salon de 1761. Il est reçu membre de l’Académie royale en 1763 avec une petite gouache de sujet historique Phryné accusée d’impiété devant l’Aréopage, (Paris, musée du Louvre) et il peint par la suite des illustrations d’épisodes bibliques.
Cependant, il fait surtout sa renommée en tant que dessinateur de scènes libertines dans un cadre contemporain. De telles gouaches furent exposées au Salon de 1763 à 1769. Certaines furent condamnées par l’archevêque de Paris et même par Diderot — lui-même auteur de romans libertins sous pseudonyme — qui écrit : « Greuze s'est fait peintre, prédicateur des bonnes mœurs ; Baudouin, peintre, prédicateur des mauvaises. Greuze, peintre de famille et d'honnêtes gens ; Baudouin, peintre des petites-maisons et des libertins ». Et celui-ci d'ajouter en guise de portrait : « Un type sympathique, facile à vivre, plein d'esprit et quelque peu enclin à mener une vie dissolue ; mais qu'ai-je à craindre, ma femme a plus de quarante cinq ans ! ».
L'un de ses chefs-d’œuvre est sans doute la suite de quatre gouaches intitulée Les quatre heures du jour (1753) et que De Ghendt transpose sur cuivre avec une grande délicatesse de tons (1765).
Un certain nombre de ses œuvres est directement inspiré par les scènes d’amour pastoral de Boucher mais l’attention aux thèmes moraux et aux détails démontre qu’il était aussi influencé par Jean-Baptiste Greuze.
Il reçut bien entendu des commandes de la Cour. Il est élu le 20 novembre 1763 membre de l'Académie royale de peinture et de sculpture et est nommé peintre du roi. Il peint ainsi en 1766, deux portraits pour le roi et une Suite de la vie de la Vierge, en 1767, pour Mme du Barry, alors favorite de Louis XV, et mécène avisée.
Baudouin a sans doute été pour Fragonard un mentor en iconographie libertine. À partir de 1765, ils se partagent l’atelier du défunt peintre Jean-Baptiste Deshays de Colleville au Louvre — dont Baudouin était le beau-frère par alliance. En 1767, ils font la demande d’aller copier ensemble les tableaux de Rubens au palais du Luxembourg. Au moment du décès précoce de Baudouin en 1769, les dessins et tableaux de Fragonard abondent dans son atelier.
Baudouin fut l’un des dessinateurs les plus populaires des dernières décennies de l’Ancien Régime. En 1760, lors de la vente Testard, l'une de ses petites gouaches trouve preneur à 1 750 livres. Il reçut des commandes d’importants collectionneurs tel que le marquis de Marigny. Plusieurs de ses gouaches gravées par Nicolas Ponce, tel Annette et Lubin connurent un grand succès. La vente de son atelier a lieu en mars 1770.
Baudouin eut quelques élèves, dont Joseph Fratrel.
Son fils, François-Jean Baudouin (1759-1835) devient, en dépit de sa généalogie et de l'abhorration du libertinage après 1789, l'imprimeur officiel des assemblées révolutionnaires à partir de 1790, car il fut élevé après la mort de son père par l'imprimeur Michel Lambert qui était son oncle paternel.

## Œuvre
Une première tentative de catalogue raisonné de l'œuvre a été publiée en 1875 par Emmanuel Bochet (1835-1919) et encore, de façon indirecte, c'est-à-dire par les gravures tirées de ses gouaches et dessins. L'ensemble se compose principalement de gouache sur papier, de dessin à la plume et sanguine, de miniatures sur ivoire ou bois, de pastels, et de très rares huiles sur toile. Fréquemment reproduites en gravure du vivant de l'artiste et à titre posthume, certaines œuvres originales ne sont connues que par la seule mention faite au Salon, et également par la gravure même.
Curieusement, Portalis et Beraldi signalent Baudouin comme auteur, à ses débuts, d'une seule gravure : il s'agit d'une eau-forte ornant le livret de La Princesse de Navarre, comédie-ballet créée à Versailles le 23 janvier 1745. Aussi, ne faut-il pas le confondre avec le colonel et graveur Simon René de Baudouin.
- « Les quatre heures du jour » (série de 4 gouaches, 25,9 × 20 cm, 1753)
  - Le Matin, New York, MET[10]
  - Le Midi, une femme endormie, un livre à côté de sa main.
  - Le Soir, femme nue s'habillant devant un miroir.
  - La Nuit, New York, MET[11]
- Loth enivré par ses filles, gouache de 1761.
- Le Repos pendant la fuite en Égypte, gouache de 1761.
- Loth et ses filles endormies, gouache de 1761.
- Phryné accusée d’impiété devant les aréopagites, gouache, Salon de 1763, 46,4 × 38,2 cm, Paris, musée du Louvre[12]
- Le Curieux, 1763-1769, gouache, collection particulière[13]
- Le Cueilleur de cerises (vers 1764-65), peinture sur toile, 91,1 × 71,8 cm, Canada, collection privée (ancienne collection Cailleux, première série d'amours champêtres ?)[14].
- Le Catéchisme, gouache de 1765, États-Unis, collection privée.
- Le Confessionnal, gouache de 1765.
- Annette et Lubin, gouache de 1765, copie, Paris, musée Cognacq-Jay.
- Le Carquois épuisé (La Fille éconduite), Salon de 1765, gouache.
- Les enfants trouvés, gouache de 1765.
- La Lecture (La Lectrice endormie), vers 1765, 29 × 22,5 cm, Paris, musée des Arts décoratifs[15]
- « Les amours champêtres », suite de 4 gouaches (Salon, 1765-1767) :
  - I : Petite idylle galante, 33,5 × 42 cm, collection particulière.
  - II : Une jeune fille querellée par sa mère, 30,5 × 23,9 cm, Cleveland, Cleveland Museum of Art.
  - III : La Visite de l'amant, 31,8 × 21,6 cm, Cleveland, Cleveland Museum of Art.
  - IV : La chaumière ou La mère qui surprend sa fille sur une botte de paille, 31,3 × 41,6 cm, collection particulière.
- Promenade familiale au jardin, gouache de 1765-1766, 27,4 × 38,9 cm, Washington, National Gallery of Art[16].
- Les soins tardifs, vers 1767, gouache, 29 × 21 cm, Paris, musée des Arts décoratifs.
- Le Coucher de la mariée, 1767, 36 × 31,7 cm, œuvre destinée au marquis de Marigny, nouvellement marié, Ottawa, Musée des beaux-arts du Canada.
- Le Sentiment de l'Amour cédant à la Nécessité, 1767.
- L’Épouse indiscrète, vers 1767-1769, gouache, 30 × 27 cm, Paris, musée des Arts décoratifs.
- Le Modèle honnête, 1769, gouache, 40,6 × 35,7 cm, Washington, National Gallery of Art.

Département des arts graphiques du musée du Louvre :
- Concert de chambre - Quatuor, miniature en médaillon[17].
- Diane blessée par l'Amour, miniature sur ivoire en médaillon[18].
- Le Message d'amour, miniature sur ivoire en paysage[19].
- Suite de scènes galantes, deux dessins, plume et pierre noire
- Série de portraits dessinés

Autres, non datés :
- Le Déjeuner champêtre, gouache, Paris, musée Cognacq-Jay[20].
- La Soirée aux Tuileries, gouache, Paris, musée Cognacq-Jay[21] — il existe une copie en collection particulière[1].
- Le Galant jardinier, copie de l'original [1780], Clermont-Ferrand, musée d'art Roger-Quilliot[22].
- Le Chemin de la fortune, gouache, États-Unis, collection Jeffrey Horvitz.
- Jeune femme assise dans un parc, gouache, 33 × 45,7 cm, collection privée.
- Scène érotique dans un paysage, huile et pastel en ovale, 27 × 27 cm, collection privée.
- Jeune servante réveillée par son chat dans une soupente, aquarelle et encre, 18,5 × 13,5 cm, collection privée.
- Nymphes endormies épiées par des faunes, huile sur toile, 34 × 42 cm, Narbonne, musée de la ville.
- L'Invention du dessin
- La Mort de Britannicus
- Cephal et Procris